# 张松 (画家)
张松（1952年8月—2024年11月29日），出生于安徽芜湖，祖籍安徽桐城，中华人民共和国画家，一级美术师。

## 生平
先后毕业于安徽教育学院（现合肥师范学院）艺术系国画专业、安徽师范大学美术学院研究生班。文革期间被下放至安徽省当涂县关马公社当了两年知青。1970年被征兵入伍到安徽省池洲军分区部队，起初被分配至电影组从事电影放映工作，后因参加南京军区画展作品受好评被调至安徽省军区宣传处工作。1999年从部队转业，被分配到安徽省美术家协会任副秘书长，2003年初出任安徽省美术家协会秘书长，2010年当选安徽省美术家协会主席。2024年11月29日，因病医治无效在上海逝世，终年72岁。

## 作品
- 2008年，作品《黄岳春晖》、《清凉世界》由神州七号宇宙飞船载入太空
- 2009年，创作巨幅国画《黄山朝晖》由时任全国人大常委会委员长吴邦国赠送给中国驻美国大使馆
- 2009年，巨幅国画《新安春韵》由人民大会堂收藏
- 2010年，创作巨幅国画《新安山水图》布置于上海世博会安徽馆
- 2010年，创作巨幅作品《黄山朝晖》布置于毛主席纪念堂
- 2011年，为全国人大新办公室创作《皖山徽水图》
- 2011年，为中国文联新大楼创作巨幅作品《江南春韵》
- 2012年，为人民大会堂创作《新安山水图》

## 荣誉
先后被授予“优秀人民艺术家”、“安徽省十佳文艺工作者”、“2007年度全国十大和谐画家”、“全国十大最具社会责任感艺术家”等称号。

## 社会兼职
中国美术家协会理事，中国书法家协会会员，中国画学会理事，安徽省文学艺术界联合会副主席，安徽省美术家协会主席。